# Ludwig-Mülheims-Theaterpreis
Der Ludwig-Mülheims-Theaterpreis ist ein Literaturpreis, der die offene Begegnung von Religion mit der Theaterlandschaft fördern soll und nach dem Wunsch seines Stifters vom Erzbistum Köln verwaltet wird.

## Charakteristik
Der 1984 begründete Ludwig-Mülheims-Theaterpreis – mit einem Preisgeld von 25.000 Euro einer der bestdotierten im deutschsprachigen Raum – geht auf ein Vermächtnis des katholischen Schauspielers, Dramaturgen und Regisseurs Ludwig Mülheims (1906–1988) zurück. Erzbischof Joseph Kardinal Höffner war Mitbegründer dieser Privatinitiative. Ausgezeichnet werden nicht nur Stoffe mit christlicher Dramatik, sondern allgemein religiöser Dramatik.

## Zitat
„Weil religiöse Dramatik in unserer Epoche ebenso notwendig wie prekär ist, bedarf sie besonderer Förderung.“

## Kuratorium
Das Kuratorium des Ludwig-Mülheims-Theaterpreises setzt sich aus Persönlichkeiten der Kunst- und Theaterszene sowie aus geborenen Mitgliedern zusammen. Vorsitzender ist der Künstlerseelsorger im Erzbistum Köln, derzeit (2024) Diakon Patrick Oetterer.
Mitglieder sind (2024):
- Dieter Borchmeyer, Präsident a. D. der Bayerischen Akademie der Schönen Künste und Professor emeritus für Neuere Deutsche Literatur an der Universität Heidelberg
- Gabriele Brandstetter, Theater- und Tanzwissenschaftlerin und Hochschullehrerin
- Beate Heine, Chefdramaturgin und Stellvertretende Intendantin am Schauspiel Köln
- Ulrich Khuon, Dramaturg und Intendant
- Heike Gassert, Justitiarin im Erzbistum Köln

## Preisverleihungen
- 2025: Jon Fosse[2]
- 2024: Sasha Marianna Salzmann[3]
- In den Jahren 2020 bis 2023 wurde der Preis aufgrund der Auswirkungen der Corona-Pandemie nicht verliehen.
- 2019: Fritz Kater
- 2018: Ferdinand Schmalz[4]
- 2017: Nuran David Calis[5]
- 2016: Lot Vekemans
- 2013: Dea Loher[6]
- 2011: Thomas Hürlimann
- 1993: Gerlind Reinshagen[7]
- 1992: Christoph Hein
- 1991: Tankred Dorst
- 1991: Klaus Rohleder (Förderpreis)